# Sublet
Sublet je dramatický film z roku 2020, který režíroval Eytan Fox podle vlastního scénáře. Snímek měl světovou premiéru na filmovém festivalu Tribeca dne 15. dubna 2020.

## Děj
Michael pracuje jako autor cestopisů pro New York Times. Proslavil se svým debutovým dílem, newyorskou kronikou z konce 80. a začátku 90. let, kdy město zachvátilo AIDS, včetně toho, že kvůli této nemoci ztratil svého prvního přítele.
Přijíždí do Tel Avivu, aby napsal sloupek, jak lze město prozkoumat během pouhých pěti dnů. Pronajal si proto byt v módní čtvrti. Zatímco Michael je velmi praktický a pořádkumilovný, jeho izraelský pronajímatel Tomer, student filmové školy, je tak chaotický, že si spletl datum příjezdu svého hosta. Po počátečních nedorozuměních se Michael s Tomerem spřátelí a Tomer se stane Michaelovým průvodcem po městě.

## Obsazení
| John Benjamin Hickey | Michael |
| Niv Nissim           | Tomer   |
| Lihi Kornowski       | Daria   |
| Miki Kam             | Malka   |
| Peter Spears         | David   |
| Tamir Ginsburg       | Kobi    |

### Ocenění
- Oxford Film Festival: nominace v soutěži LGBTQIA+
- Filmový festival Tribeca: nominace v mezinárodní soutěži filmů